# Ричардс, Пол Уильям
Пол Уи́льям Ри́чардс (англ. Paul William Richards; род. 1964) — астронавт НАСА. Совершил один космический полёт на шаттле: STS-102 (2001, «Дискавери»), совершил один выход в открытый космос, инженер.

## Личные данные и образование

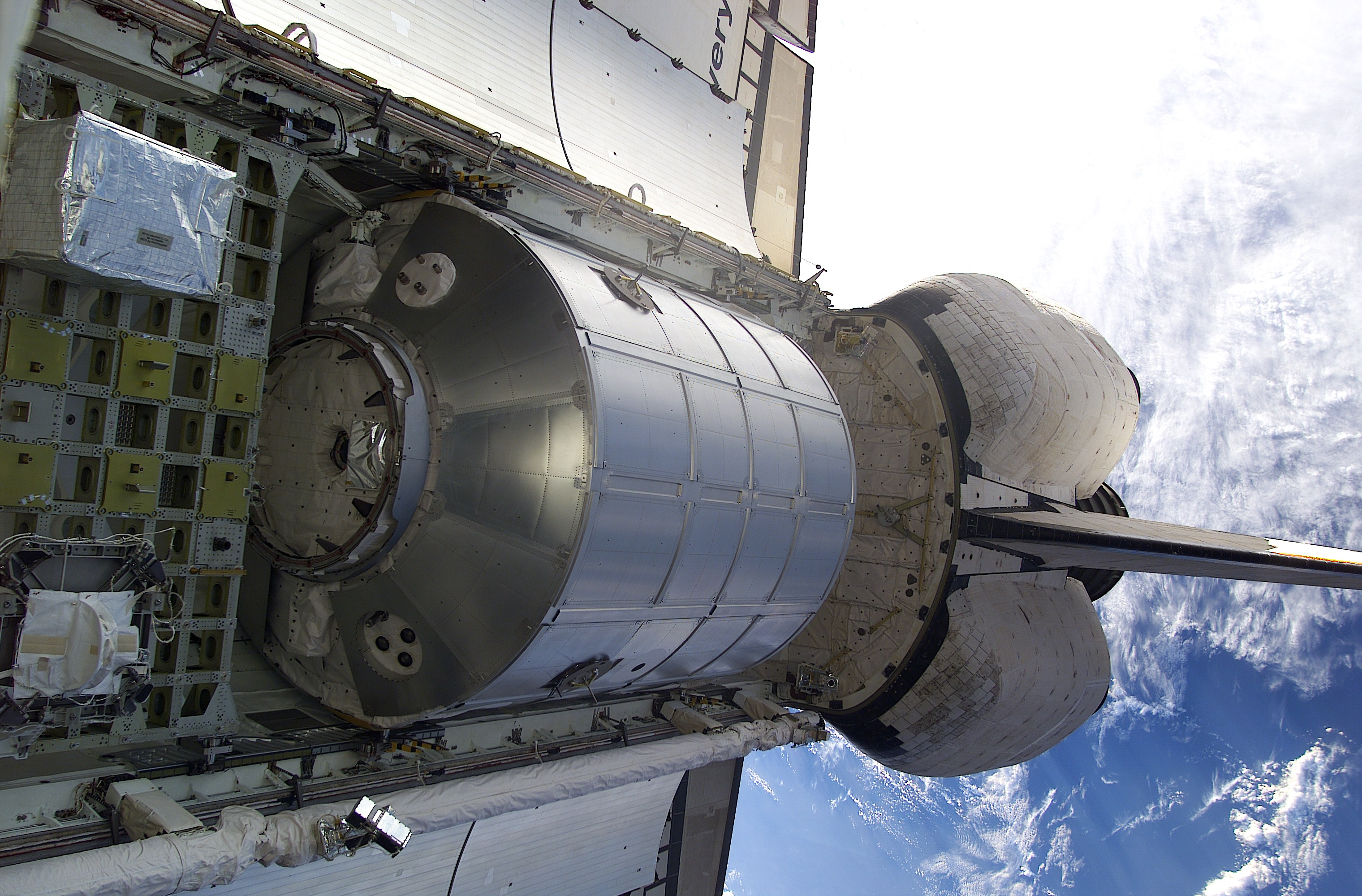
STS-102: Многоцелевой модуль снабжения «Леонардо» в грузовом отсеке.

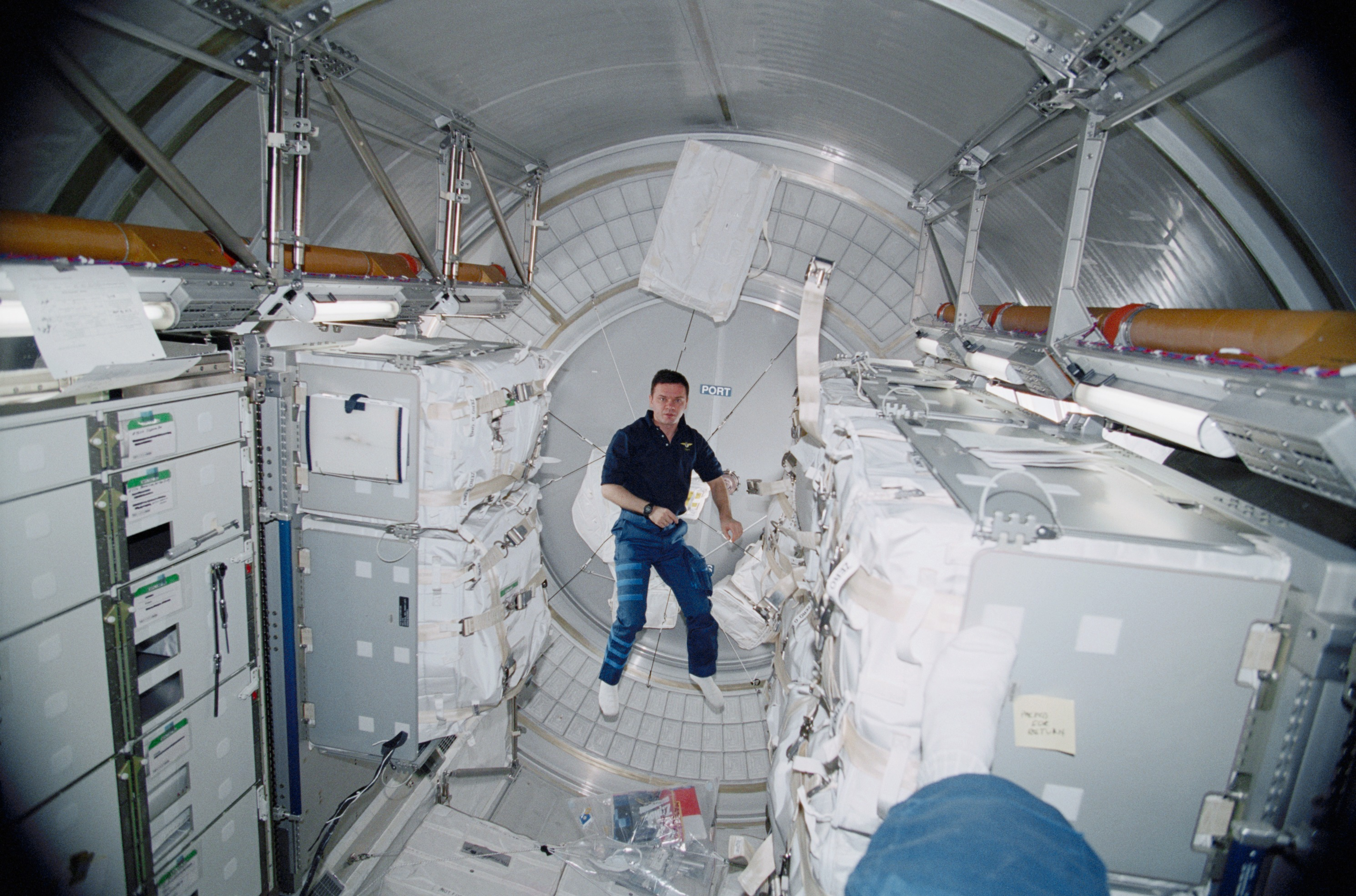
Вид «Леонардо» внутри.

Пол Ричардс родился 20 мая 1964 года в городе Скрантон, штат Пенсильвания, но своим родным считает город Данмор, в том же штате, где в 1982 году окончил среднюю школу. В 1987 году получил степень бакалавра наук в области машиностроения в Дрексельском Университете, город Филадельфия, штат Пенсильвания. В 1991 году получил степень магистра наук в той же области в Мэрилендском университете, в городе Колледж-Парк.
Женат на Сьюзан Гейгер Палмер, она из Флоуртауна, штат Пенсильвания, у них двое детей. Его родители — Анжела Кордаро Ричардс и Джеймс Дж. Ричардс (умер).
Любит велоспорт, гольф, парусный спорт, катание на лыжах, приготовления пищи и наведение домашнего уюта. Радиолюбитель с позывным KC5ZSZ.

## До НАСА
В 1983—1987 годах работал в Военно-морском министерстве, руководил разработкой инженерных систем военно-морских кораблей. В 1987 году был переведен в НАСА, в Центр космических исследований имени Годдарда, штат Мэриленд. Работал в электромеханическом отделении, в отделении робототехники. Занимался вопросами, связанными с выходами в открытый космос. В его обязанности входило проектирование, анализ, изготовление, испытания и интеграция макетов техники и аппаратуры для полёта, а также финансовый контроль, ведение документации и отслеживание процессов изготовления этих инструментов.

## Подготовка к космическим полётам
1 мая 1996 года был зачислен в отряд НАСА в составе шестнадцатого набора, кандидатом в астронавты. Стал проходить обучение по курсу Общекосмической подготовки (ОКП). По окончании курса, в 1998 году получил квалификацию «специалист полёта» и назначение в Офис астронавтов НАСА. Работал в Лаборатории электронного оборудования шаттлов.

## Полёты в космос
- Первый полёт — STS-102[4], шаттле «Дискавери». C 8 по 21 марта 2001 года в качестве «специалист полёта». Основными задачами являлась доставка на Международную космическую станцию (МКС) экипажа МКС-2 (смена для МКС-1) и первого многоцелевого модуля снабжения (MPLM) — «Леонардо»[5]. Во время полёта совершил один выход в открытый космос: 13 марта 2001 года — продолжительностью 6 часов 21 минуту. Продолжительность полёта составила 12 суток 19 часов 49 минут[6].

Общая продолжительность полётов в космос — 12 дней 19 часов 49 минут.

## После полётов
В феврале 2002 года покинул отряд астронавтов НАСА. С февраля 2011 года работал в Центре космических исследований имени Годдарда, штат Мэриленд.

## Награды и премии
Награждён: Медаль «За космический полёт» (2001), Медаль «За исключительные достижения» и многие другие.